# Gimming
Gimming – miasto w Danii, w regionie Jutlandia Środkowa, w gminie Randers.